# Hälla ädellövskog
Hälla ädellövskog är ett naturreservat i Motala kommun i Östergötlands län.
Området är naturskyddat sedan 2012 och är 22 hektar stort. Reservatet omfattar en sydöstsluttning norr om gården Hälla. Reservatet består av ädellövskog på mark som tidigare använts som betesmark.